# Puente de Zurriola

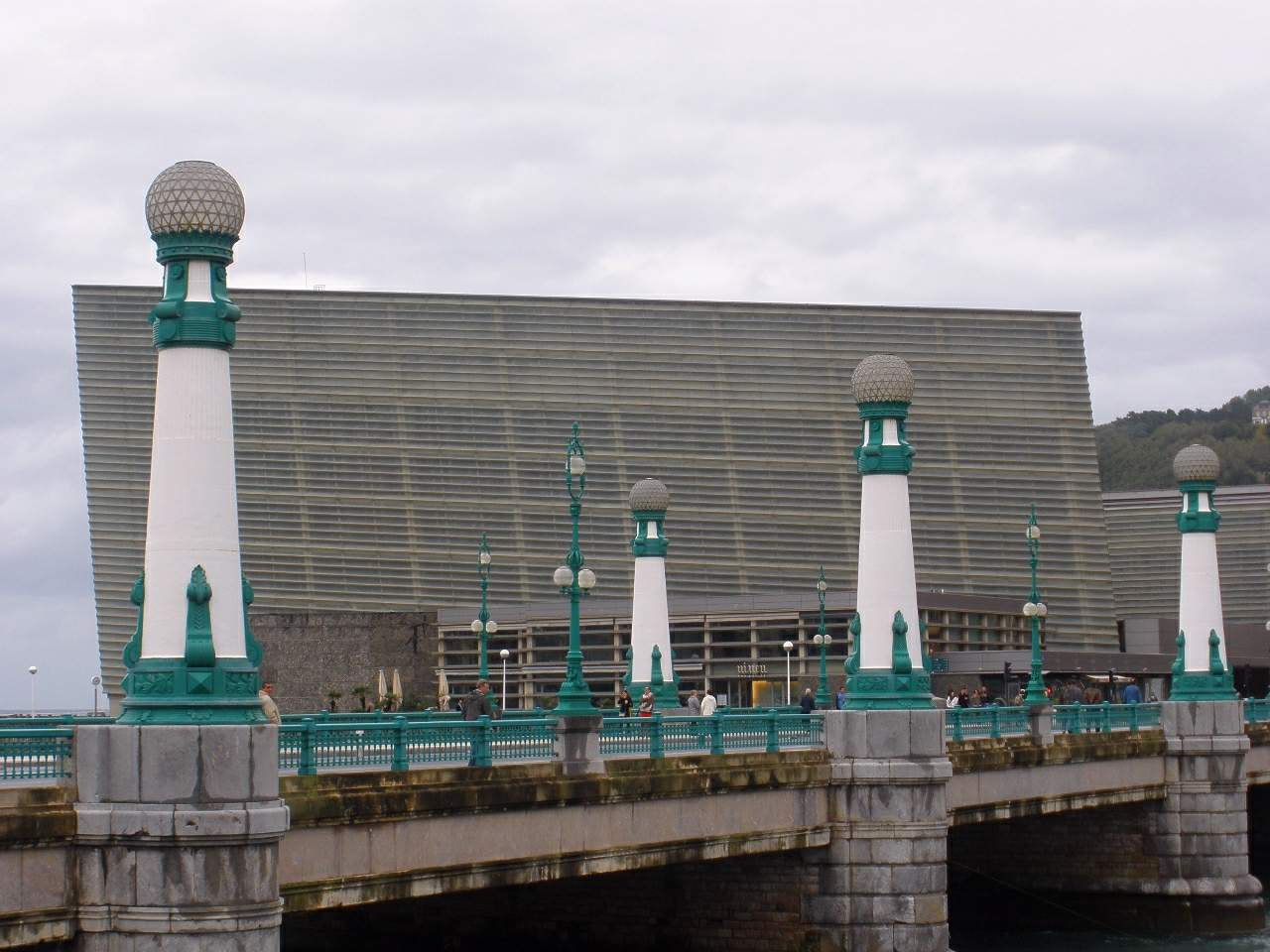
De Puente de Zurriola met op de achtergrond het Kursaal

De Puente de Zurriola (Baskisch: Zurriolako zubia) is een brug over de rivier Urumea in de Spaanse stad San Sebastian in de autonome gemeenschap Baskenland. Het is de eerste brug vanaf de monding van de rivier in de Cantabrische Zee en bij dagen met zware golfslag slaan de golven regelmatig over de brug. De brug verbindt het district Centro met het district Gros.
De Puente de Zurriola is in 1915 gebouwd, tien jaar na de Puente de María Cristina. De golven uit de zee slaan met zo'n kracht tegen de brug, dat die al na drie jaar verbouwd moest worden. Volgens de overlevering liep de brug in 1921 ook schade op door een walvis. In 1993 was de brug weer dermate beschadigd door de golfslag, dat hij in zijn geheel ontmanteld en opnieuw gebouwd moest worden. De heropening was op de dag van de wielerkoers Clásica de San Sebastián.
De brug is ontworpen door weg- en waterbouwkundig ingenieur José Eugenio Ribera Dutaste die indertijd grote bekendheid genoot. De constructie is voornamelijk uit beton, bedekt door platen natuursteen en marmer. Hoewel het oorspronkelijke plan in een boogbrug voorzag, is uiteindelijk besloten een liggerbrug te bouwen van vier platen op drie pijlers. De brug is opgetrokken in art-deco-stijl waarbij de bijzondere verlichting, zes zuilen op de pijlers, in het oog springt. Bij de werkzaamheden in 1993 werd op beide oevers aan weerszijden van de straat een beeld van een sfinx geplaatst, maar die zijn kort daarop door het stadsbestuur weer verwijderd omdat ze erg lelijk werden gevonden.